# Copacabana (Bolivien)
Copacabana ist eine Landstadt im Departamento La Paz im südamerikanischen Andenstaat Bolivien und liegt auf der Copacabana-Halbinsel direkt am Ufer des 3812 m hoch gelegenen Titicacasees. Die Stadt ist ein wichtiger Wallfahrtsort und Touristenzentrum. Die bolivianische Marine hat hier einen Stützpunkt.

## Name
Alfons Stübel und Max Uhle weisen darauf hin, dass Cabana (der zweite Bestandteil des Wortes) auf Quechua die Bedeutung „Belvedere“ oder „Aussichtspunkt“ hat. Es gibt die Auffassung, dass der Name aus dem Aymara quta qawana (Kota-Kawana) stammt, was die Bedeutung „Sicht auf den See“ hat.
Davon abweichend hat der Wissenschaftler Mario Montaño Aragón in den „Indischen Archiven“ in Sevilla (Spanien) eine vollkommen andere Herkunftsgeschichte aufgefunden: „Kotakawana“ ist der Gott der Fruchtbarkeit in der frühen Mythologie der Anden, eine Entsprechung zur klassischen griechischen Gottheit Aphrodite oder der römischen Venus. Diese Gottheit ist androgyn und lebt im Titicacasee. Dessen Hofstaat besteht aus männlichen und weiblichen Geschöpfen, die in kolonialen Skulpturen dargestellt sind. In den katholischen Kirchen werden sie „Umantuus“ genannt, während ihre Entsprechung in der westlichen Kultur am ehesten die Meerjungfrau sein dürfte.

## Lage im Nahraum
Copacabana ist zentraler Ort des Municipios Copacabana und Sitz der Verwaltung der Provinz Manco Kapac. Die Ortschaft liegt auf einer Halbinsel im südlichen Teil des Titicacasees auf einer Höhe von 3857 m und ist durch eine Landverbindung mit dem zehn Kilometer entfernten peruanischen Staatsgebiet verbunden.

## Geographie
Copacabana liegt auf dem bolivianischen Altiplano zwischen den Anden-Gebirgsketten der Cordillera Occidental im Westen und der Cordillera Central im Osten. Die Region weist ein ausgeprägtes Tageszeitenklima auf, bei der die mittleren täglichen Temperaturschwankungen deutlicher ausfallen als die mittleren jahreszeitlichen Schwankungen.
Die Jahresdurchschnittstemperatur der Region liegt bei etwa 8 °C (siehe Klimadiagramm Copacabana), die Monatswerte schwanken nur unwesentlich zwischen knapp 6 °C im Juni/Juli und 10 °C im November/Dezember. Der Jahresniederschlag beträgt etwa 700 mm, die Monatsniederschläge liegen zwischen unter 10 mm in den Monaten Juni und Juli und 150 mm im Januar und Februar.

## Verkehrsnetz
Copacabana liegt in einer Entfernung von 147 Straßenkilometern nordwestlich von La Paz, der Hauptstadt des gleichnamigen Departamentos.
Von La Paz führt die asphaltierte Nationalstraße Ruta 2 in nordwestlicher Richtung über Huarina nach San Pablo de Tiquina am Titicacasee, dort wird die Straße von Tiquina mit Booten überquert. Nach weiteren vierzig Kilometern erreicht die Ruta 2 Copacabana und führt dann weiter nach Süden bis Khasani an der peruanischen Grenze.
Seit 2018 besitzt Copacabana einen Flughafen, von dem allerdings noch keine kommerziellen Flüge angeboten werden (Stand August 2018).
Von Puno in Peru führt eine direkte Busstrecke über Copacabana nach La Paz. Außerdem ist Copacabana Ausgangspunkt für Überfahrten zur Isla del Sol (auf der sich die Ruinen Chinkana befinden) und zur Isla de la Luna auf dem Titicaca-See.

## Bevölkerung
Die Einwohnerzahl des Ortes ist in den vergangenen beiden Jahrzehnten um etwa zwei Drittel angestiegen:
| Jahr | Einwohner | Quelle       |
| ---- | --------- | ------------ |
| 1992 | 3379      | Volkszählung |
| 2001 | 4161      | Volkszählung |
| 2012 | 5579      | Volkszählung |
| 2024 |           | Volkszählung |

Aufgrund der historischen Bevölkerungsentwicklung weist die Region einen hohen Anteil an Aymara-Bevölkerung auf, im Municipio Copacabana sprechen 94,3 Prozent der Bevölkerung Aymara.

## Kulturelle Bedeutung, Geschichte und Tourismus

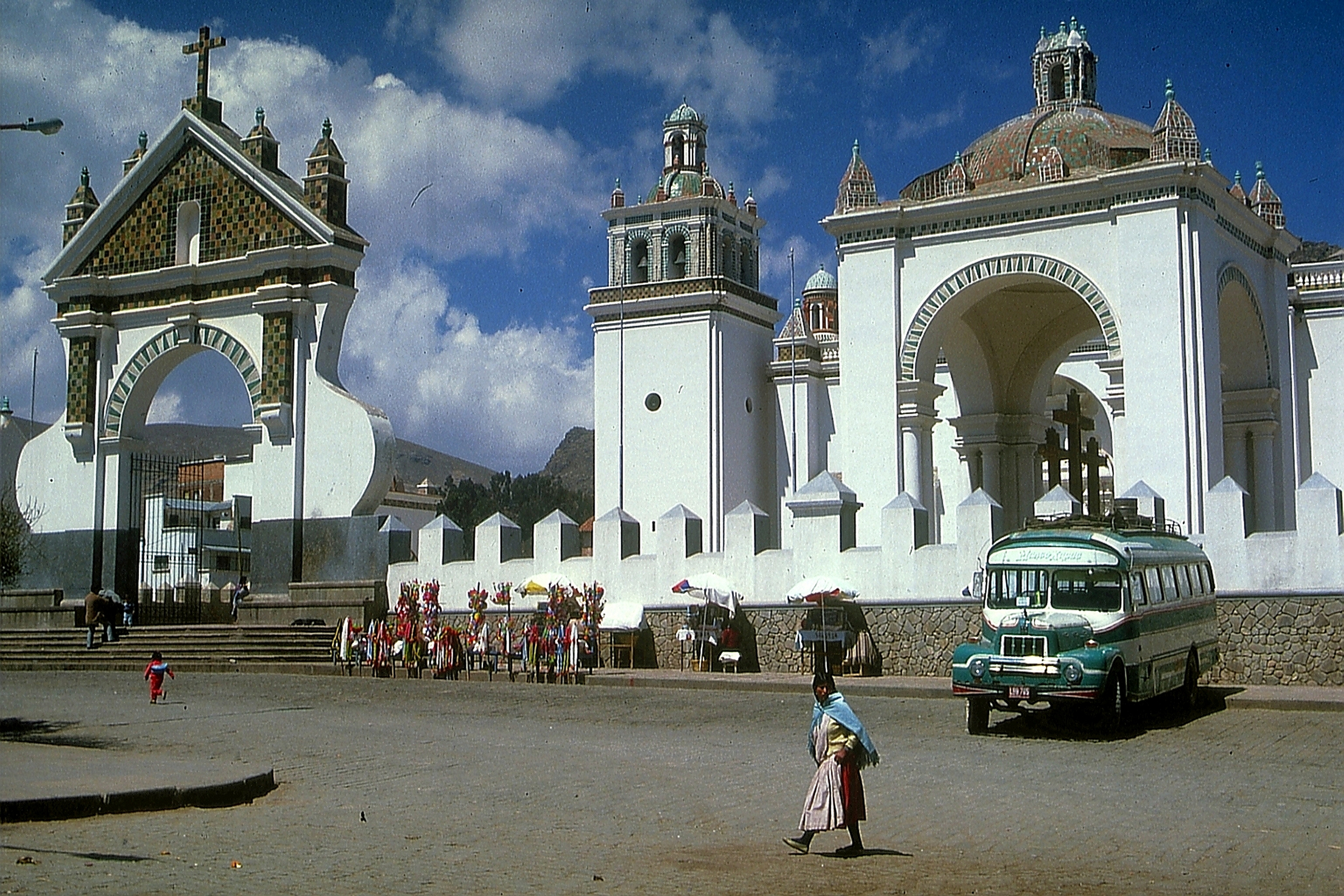
Basilika in Copacabana in maurischem Stil

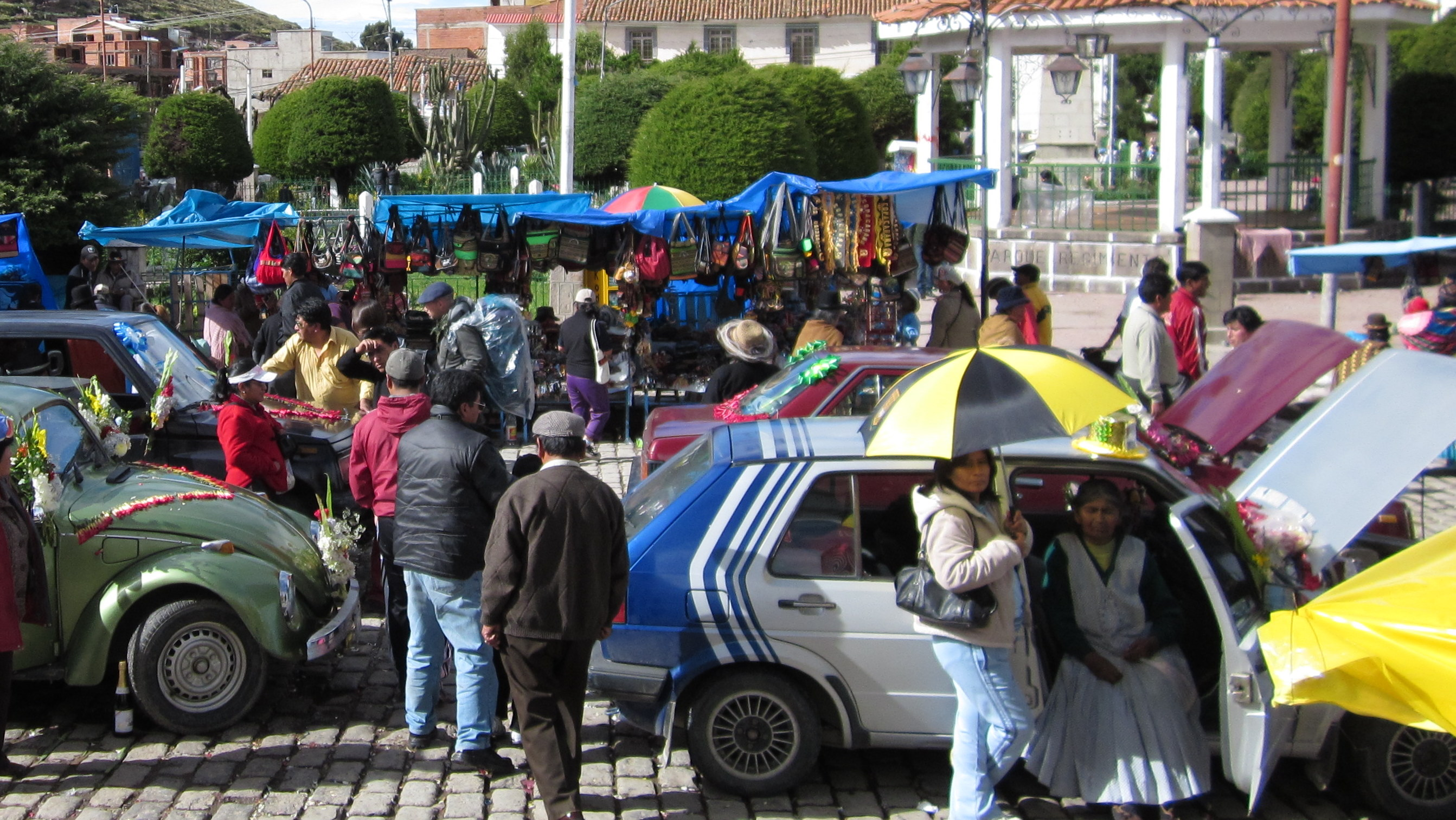
Segnen von Fahrzeugen vor der Basilika

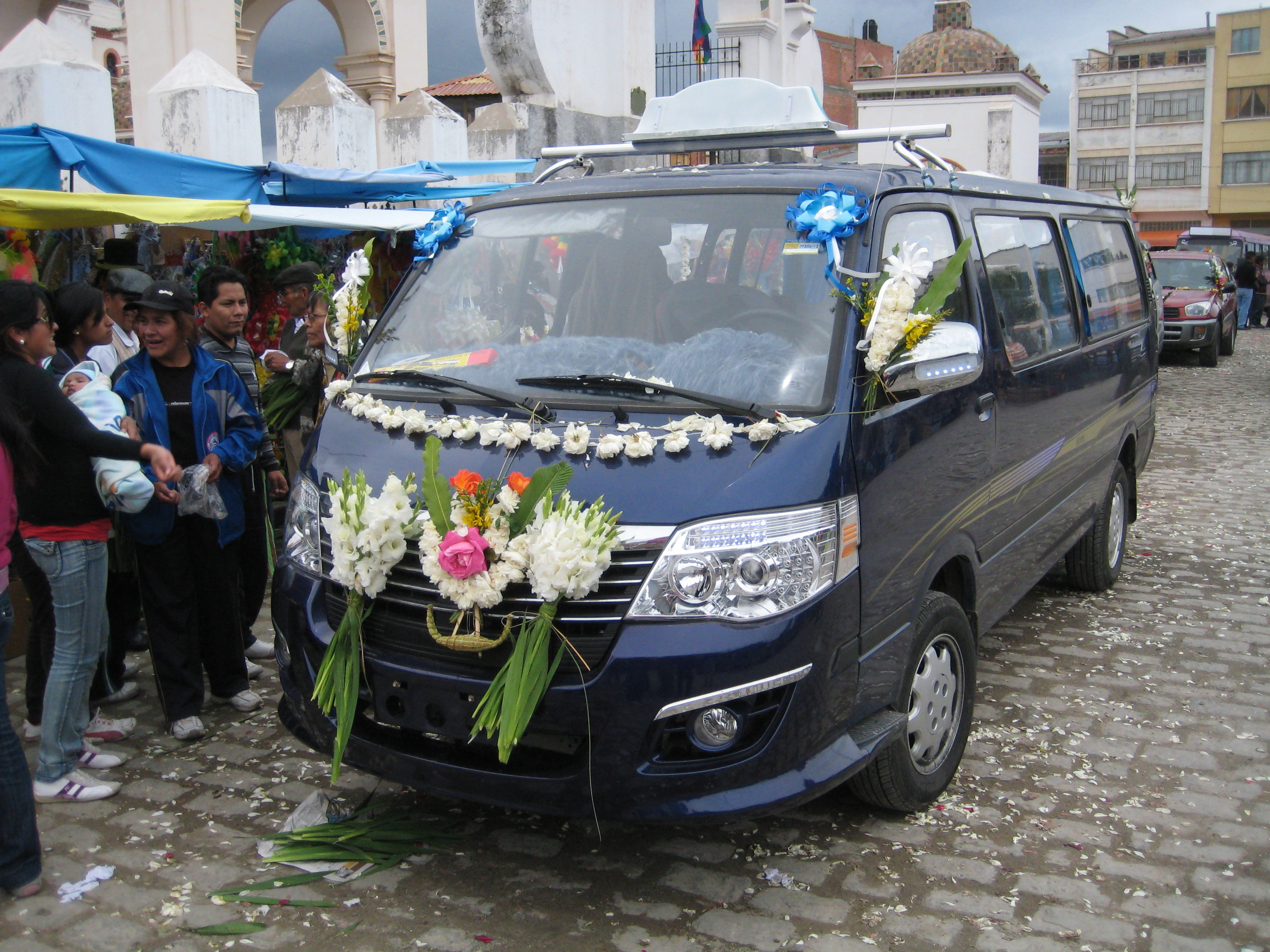
Segnen von Fahrzeugen aller Größen vom Kleinwagen bis zum LKW

Copacabana am Titicaca-See ist durch seine Lage und touristische Infrastruktur bei Individualtouristen beliebt, die auf der Südroute durch Peru oder im bolivianischen Hochland unterwegs sind. Eine faszinierende Aussicht auf die Stadt und auf den See hat man vom nahegelegenen Cerro Calvario, dem 3966 m hohen Hausberg von Copacabana. Dieser Weg ist auch unter Pilgern beliebt, da er auf 14 Stationen den Leidensweg Jesu bis zur Kreuzigung zeigt.
Der Ort gilt als der bedeutendste Wallfahrtsort Boliviens. Dort befindet sich in der Basilika von Copacabana die einen Meter hohe Figur der „Dunklen Jungfrau“ bzw. Virgen Morena, auch Virgen de Copacabana genannt. Die Figur wurde 1576 von Francisco Tito Yupanqui, einem Enkel des Inka-Herrschers Huayna Cápac, aus dunklem Holz geschnitzt und hat eine Krone aus purem Gold. Die zugehörige Basilika im maurischen Stil wurde erst 1820 erbaut. Der Marienfigur werden zahlreiche Wunder und Heilungen zugeschrieben, sie wird als Schutzheilige des Titicacasees verehrt. An jedem Wochenende kommen hier Familien aus ganz Bolivien und dem angrenzenden Peru und lassen ihre Autos segnen. Der Segen wird sowohl von einem Mönch als auch einem Schamanen erteilt.